# Демирезен, Али Эрен
Али Эрен Демирезен (тур. Ali Eren Demirezen; род. 2 апреля 1990, Самсун, Турция) — перспективный турецкий боксёр-профессионал, выступающий в тяжёлой весовой категории. Участник Олимпийских игр (2016), серебряный призёр Средиземноморских игр (2013), многократный победитель и призёр международных и национальных турниров в любителях.
Среди профессионалов действующий чемпион Европы по версии WBO European (2018—2019, 2021—н.в.) в тяжёлом весе.
Лучшая позиция по рейтингу BoxRec — 15-я (июль 2022) и является 1-м среди турецких боксёров тяжёлой весовой категории, а по рейтингам основных международных боксёрских организаций занимает: 10-ю строчку рейтинга WBO, 25-ю строку рейтинга IBO и 37-ю строку рейтинга WBC, — входя в ТОП-25 лучших тяжеловесов всего мира.

## Биография
Али Эрен Демирезен родился 2 апреля 1990 года в городе Самсун, Турция. Заниматься боксом начал в возрасте четырнадцати лет в 2005 году, проходил подготовку в Стамбуле в боксёрском клубе «Фенербахче».

## Любительская карьера
Первого серьёзного успеха на взрослом международном уровне добился в сезоне 2013 года, когда вошёл в основной состав турецкой национальной сборной и побывал на домашних Средиземноморских играх в Мерсине, откуда привёз награду серебряного достоинства, выигранную в зачёте тяжёлой весовой категории — в решающем финальном поединке уступил титулованному итальянцу Роберто Каммарелле. Позже выиграл домашний международный турнир «Ахмет Джёмерт» в Стамбуле, в частности в финале взял верх над достаточно сильным англичанином Джозефом Джойсом. Боксировал на чемпионате мира в Алма-Ате, но попасть здесь в число призёров не смог — уже в стартовом поединке потерпел поражение от россиянина Магомеда Омарова.
В 2014 году стал чемпионом Турции в тяжёлом весе, вновь был лучшим на «Ахмет Джёмерт», победил на Кубке губернатора в Санкт-Петербурге и на Мемориале Ахмата Кадырова в Грозном. На чемпионате Европейского Союза в Софии в четвертьфинале его победил француз Тони Йока.
На Европейских играх 2015 года в Баку проиграл в четвертьфинале азербайджанцу Магомедрасулу Меджидову, тогда как на мировом первенстве в Дохе был побеждён Джозефом Джойсом. На чемпионате Европы в Самокове так же остановился в четвертьфинале, проиграв немцу Флориану Шульцу. При этом Демирезен добавил в послужной список серебряную награду, полученную на Мемориале Бочкаи в Дебрецене — в финале уступил венгру Иштвану Бернату.
В 2016 году снова стал серебряным призёром Мемориала Бочкаи, на сей раз в решающем поединке проиграл хорвату Филипу Хрговичу. На европейской олимпийской квалификации в Самсуне занял третье место и тем самым удостоился права защищать честь страны на летних Олимпийских играх в Рио-де-Жанейро, однако в первом же поединке категории свыше 91 кг со счётом 0:3 потерпел поражение от Филипа Хрговича и сразу же выбыл из борьбы за медали.

## Профессиональная карьера
Вскоре по окончании Олимпиады 2016 года Демирезен покинул расположение турецкой сборной и уже в октябре 2016 года успешно дебютировал на профессиональном уровне.
Выступая преимущественно на территории Германии, в марте 2018 года завоевал вакантный титул чемпиона Европы в тяжёлом весе по версии Всемирной боксёрской организации (WBO). Впоследствии благополучно защитил полученный чемпионский пояс. Отметился победой в рейтинговом поединке над известным британским тяжеловесом Майклом Спроттом (42-27).

### Бой с Эфе Аджагба
20 июля 2019 года на арене MGM Grand в Лас-Вегасе (США) Демирезен провёл конкурентный 10-ти раундовый бой с опытным нигерийским нокаутёром Эфе Аджагба (10-0, 10 KO), которому проиграл единогласным решением судей (счёт: 93-97, 91-99 — дважды).

### Бой с Адамом Ковнацким
30 июля 2022 года на арене Барклайс-центра в Нью-Йорке (США) единогласным решением судей (счёт: 96-94, 97-93 — дважды) победил опытного поляка Адама Ковнацкого (20-2).

## Статистика профессиональных боёв
В таблице перечислены результаты всех поединков боксёров.
В каждой строке указан результат поединка. Дополнительно номер поединка обозначен цветом, который обозначает итог поединка. Расшифровка обозначений и цветов представлена в нижеследующей таблице.
| Пример | Расшифровка                     |
| ------ | ------------------------------- |
|        | Победа                          |
|        | Ничья                           |
|        | Поражение                       |
|        | Планируемый поединок            |
|        | Поединок признан несостоявшимся |
| КО     | Нокаут                          |
| ТКО    | Технический нокаут              |
| PTS    | Решение судей (по очкам)        |
| UD     | Единогласное решение судей      |
| MD     | Решение большинства судей       |
| SD     | Раздельное решение судей        |
| RTD    | Отказ от продолжения боя        |
| DQ     | Дисквалификация                 |
| NC     | Поединок признан несостоявшимся |

| 18 поединков, 17 побед (12 нокаутом), 1 поражение. | 18 поединков, 17 побед (12 нокаутом), 1 поражение. | 18 поединков, 17 побед (12 нокаутом), 1 поражение. | 18 поединков, 17 побед (12 нокаутом), 1 поражение. | 18 поединков, 17 побед (12 нокаутом), 1 поражение.        | 18 поединков, 17 побед (12 нокаутом), 1 поражение. | 18 поединков, 17 побед (12 нокаутом), 1 поражение.                                                                        |
| Бой                                                | Рекорд                                             | Дата боя                                           | Соперник                                           | Место проведения боя                                      | Раундов, время                                     | Дополнительно |
| -------------------------------------------------- | -------------------------------------------------- | -------------------------------------------------- | -------------------------------------------------- | --------------------------------------------------------- | -------------------------------------------------- | --- |
| 18                                                 | 17-1                                               | 30 июля 2022                                       | Адам Ковнацкий (20-2)                              | Барклайс-центр, Бруклин, Нью-Йорк, США                    | UD 10 (10)                                         | Счёт: 96-94, 97-93 (дважды).                                                                                              |
| 17                                                 | 16-1                                               | 28 мая 2022                                        | Кевин Джонсон (35-18-1)                            | Die Bucht, Гамбург, Германия                              | UD 8 (8)                                           | |
| 16                                                 | 15-1                                               | 1 января 2022                                      | Джеральд Вашингтон (20-4-1)                        | Seminole Hard Rock Hotel & Casino, Холливуд, Флорида, США | TKO 8 (10), 0:27                                   | |
| 15                                                 | 14-1                                               | 13 марта 2021                                      | Никола Милачич (21-1)                              | ECB Boxgym, Гамбург, Германия                             | TKO 2 (10), 2:26                                   | Завоевал вакантный титул чемпиона Европы по версии WBO European в тяжёлом весе.                                           |
| 14                                                 | 13-1                                               | 20 сентября 2020                                   | Камиль Соколовский (9-18-2)                        | Bartolomeo Best River Resort, Днепр, Украина              | UD 6 (6)                                           | Счёт: 59-56 (трижды). |
| 13                                                 | 12-1                                               | 18 января 2020                                     | Андрей Мазаник (13-9)                              | Edel-Optics.de Arena, Гамбург, Германия                   | UD 8 (8)                                           | Счёт: 79-73, 80-72 (дважды).                                                                                              |
| 12                                                 | 11-1                                               | 20 июля 2019                                       | Эфе Аджагба (10-0)                                 | MGM Grand, Лас-Вегас, Невада, США                         | UD 10 (10)                                         | Счёт: 93-97, 91-99 (дважды).                                                                                              |
| 11                                                 | 11-0                                               | 6 апреля 2019                                      | Аднан Реджович (19-2)                              | Слунета, Усти-над-Лабем, Чехия                            | DQ 6 (12), 1:15                                    | Защитил титул чемпиона Европы по версии WBO European (2-я защита Демирезена) в тяжёлом весе. Счёт: 50-44, 50-43 (дважды). |
| 10                                                 | 10-0                                               | 29 сентября 2018                                   | Сергей Вервейко (8-1)                              | Sporthalle, Гамбург, Германия                             | TKO 8 (10), 1:50                                   | Защитил титул чемпиона Европы по версии WBO European (1-я защита Демирезена) в тяжёлом весе.                              |
| 9                                                  | 9-0                                                | 19 мая 2018                                        | Торнике Пуричамиашвили (9-8)                       | Spor Salonu, Трабзон, Турция                              | RTD 3 (8), 3:00                                    | |
| 8                                                  | 8-0                                                | 24 марта 2018                                      | Рад Рашид (15-3)                                   | Inselparkhalle, Гамбург, Германия                         | TKO 2 (10), 1:52                                   | Завоевал вакантный титул чемпиона Европы по версии WBO European в тяжёлом весе.                                           |
| 7                                                  | 7-0                                                | 23 декабря 2017                                    | Майкл Спротт (42-27)                               | Silence Hotel, Стамбул, Турция                            | TKO 5 (8), 2:59                                    | |
| 6                                                  | 6-0                                                | 15 июля 2017                                       | Ясмин Хасич (9-4)                                  | EWS Arena, Гёппинген, Германия                            | TKO 2 (6)                                          | |
| 5                                                  | 5-0                                                | 19 мая 2017                                        | Милош Доведан (2-29)                               | Barclaycard Arena, Гамбург, Германия                      | TKO 1 (4)                                          | |
| 4                                                  | 4-0                                                | 18 марта 2017                                      | Александр Павлюк (2-0)                             | Baltiska Hallen, Мальмё, Швеция                           | TKO 2 (4)                                          | |
| 3                                                  | 3-0                                                | 15 февраля 2017                                    | Эмре Алтынташ (10-10-1)                            | ECB Boxgym, Гамбург, Германия                             | RTD 1 (4)                                          | |
| 2                                                  | 2-0                                                | 28 октября 2016                                    | Александар Тодорович (8-10-1)                      | Zirkustelt, Гамбург, Германия                             | TKO 3 (6)                                          | |
| 1                                                  | 1-0                                                | 15 октября 2016                                    | Патрик Коволль (5-17)                              | G 18-Halle, Гамбург, Германия                             | RTD 1 (4)                                          | |
| Бой                                                | Рекорд                                             | Дата боя                                           | Соперник                                           | Место проведения боя                                      | Раундов, время                                     | Дополнительно |